# Jimmy Giuffre
James Peter "Jimmy" Giuffre (26 april 1921 i Dallas Texas – 24 april 2008 i Massachusetts) var en amerikansk klarinetist og saxofonist.
Giuffre var kendt for sine originale trioer. Den første med Jim Hall og Ralph Pena, senere med Bob Brookmeyer på horn.
Han dannede så den næste trio i 1961 med Paul Bley og Steve Swallow. Denne trio spillede freejazz, men på en mere nedtonet kammermusikalsk måde, som var et modsvar til tidens freejazz musikere såsom Cecil Taylor og Albert Ayler. 
Denne trio hører i dag ifølge mange kendere til en af de vigtigste grupper i jazzhistorien.
Giuffre spillede også som sideman med bl.a. Shelly Manne, Sonny Stitt, Shorty Rogers og Lee Konitz.